# Pueblo yeniseiano

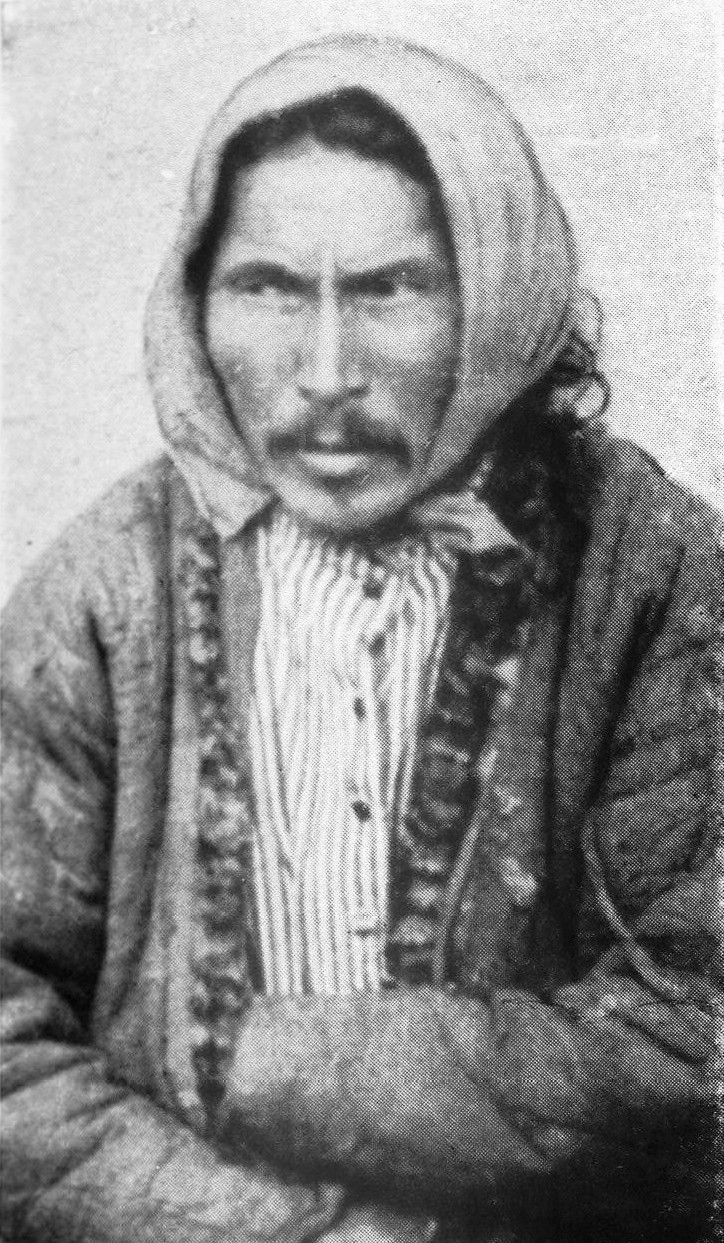
Un hombre Yenisei-Ostiak (Ket) en Rusia.

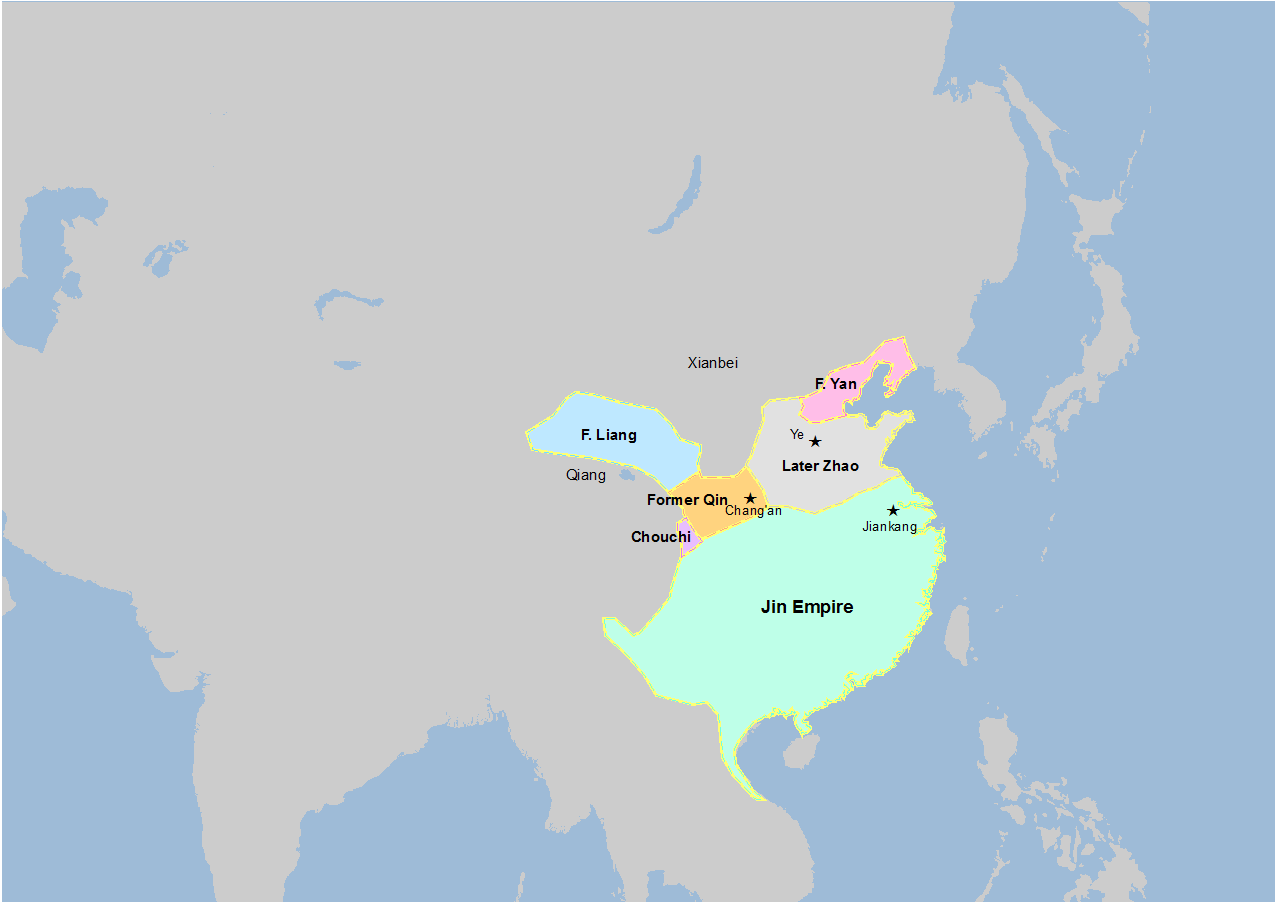
Zhao posterior (gris claro) con su capital, Ye. (319–351)

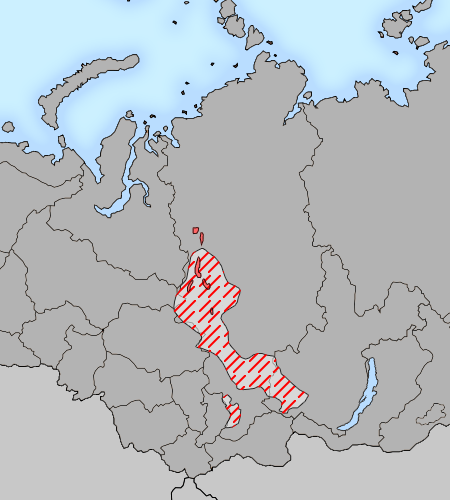
Distribución de las lenguas yeniseicas.

El pueblo yeniseiano es una población siberiana. Habitaron una vez grandes partes de Siberia y posiblemente partes de Mongolia y China. Formaban parte de la confederación Xiongnu y crearon al menos una dinastía china. Hoy en día, únicamente el pueblo Ket sobrevivió. Los kets modernos viven a lo largo del tramo medio oriental del río Yeniséi. Según el censo de 2010, había 1.220 kets en Rusia.

## Historia
No se tienen muchas noticias sobre la historia de la gente yeniseia. Según varios historiadores, los yeniseianos eran parte del Xiongnu y posiblemente eran la élite gobernante de esta confederación. También se sugiere que jugaron un papel importante con los hunos, el Xiongnu y el posterior Rouran y que los mismos rouranos eran de origen yeniseiano.
El pueblo Jie, un grupo yeniseiano, creó la dinastía Zhao posterior y conquistó partes del norte de China. Después de un tiempo fueron derrotados y en su mayoría asimilados en la etnia han.
Como la gente Jie, la mayoría de los otros grupos yeniseianos, excluyendo a los kets y los yugh, se asimilaron a otras etnias. La mayoría de las personas turcas y mongolas reemplazaron y asimilaron a los yeniseianos.
Los últimos remanentes, del pueblo Ket, fueron conquistados por los rusos y son un grupo minoritario reconocido en Rusia.
Algunos científicos también sugieren que los yeniseianos están directamente relacionados con los pueblos indígenas de América. Especialmente las poblaciones de lenguas na-dené a menudo son vinculadas a ellas.

## Lenguaje
La familia de las lenguas yeniseicas es una familia en peligro de extinción con una única rama sobreviviente. El idioma ket tiene unos 213 hablantes nativos a partir de 2010. Kellog en Rusia es el único lugar donde el ket todavía se enseña en las escuelas. Se proporcionan libros especiales para los grados de segundo a cuarto, pero después de esos grados únicamente hay literatura rusa para leer que describe la cultura ket. Por ahora no hay hablantes monolingües conocidos.

## Genética

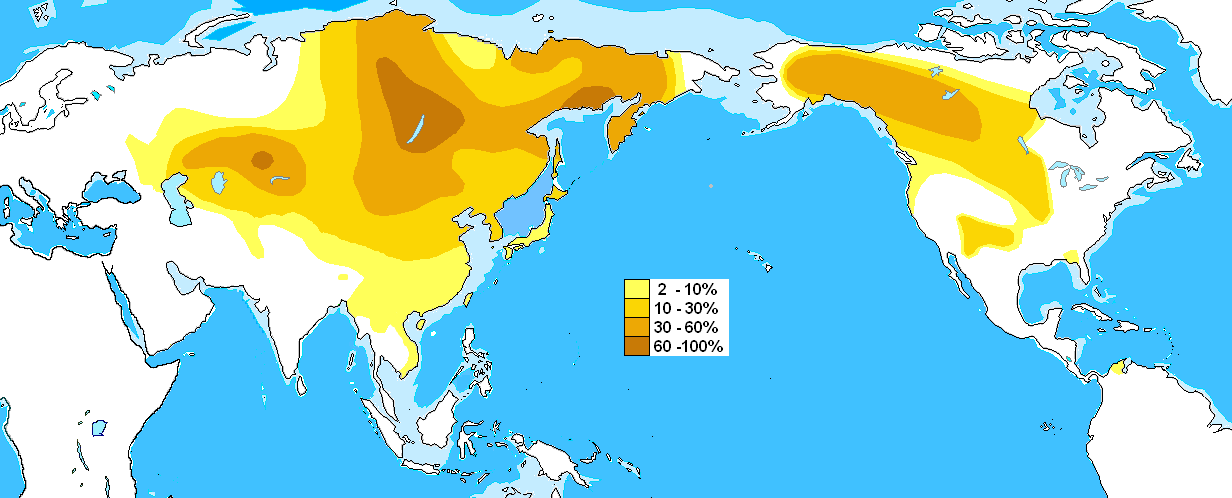
Distribución del haplogrupo C3 en las poblaciones autóctonas de América y Asia, esta marca genética aparece correlacionada en América con la expansión de las lenguas na-dené.

Los yeniseianos están estrechamente relacionados con otros siberianos, asiáticos orientales y pueblos indígenas de las Américas. Son una población mongoloide y pertenecen principalmente al 
haplogrupo y- ADN Q-M242.
Según un estudio reciente, los ket y otras personas yeniseianas se originaron probablemente en algún lugar cerca del macizo de Altái o cerca del lago Baikal. Muchos yeniseianos se asimilaron a los turcos de hoy. Se sugiere que los altáis son predominantemente de origen yeniseiano y están estrechamente relacionados con la gente ket. Otros grupos turcos siberianos también han asimilado en gran medida a los yeniseianos. La gente Ket también está estrechamente relacionada con varios grupos de nativos americanos. Según este estudio, los yeniseianos están vinculados a los grupos paleoesquimales.